# Ocicat
De ocicat is een door de mens bewust gefokt kattenras. De kat oogt als een wilde kat met zijn gevlekt cypervacht, maar is geen hybride.

## Ontstaan
Een Amerikaanse kattenfokker uit Michigan in de Verenigde Staten wilde een kat fokken met een gespikkeld cyper aftekening in colorpoint-extremiteiten en kruiste een siamees (kleurpunt) met een abessijn (geticked cyper). Een nakomeling werd gekruist met een andere siamees en zo ontstond een cyperpunt siamees. Een van de katjes was echter niet voorzien van punten maar was ivoorkleurig en had goudkleurige vlekken. Dat was de eerste ocicat; de naam komt van de wilde ocelot. Andere fokkers vonden dit een mooi fenotype en participeerden in het fokprogramma. In de jaren 60 werd het ras erkend, maar pas in 1987 kreeg het kampioenstatus en in 1998 werd de ocicat in Europa erkend.

## Uiterlijk

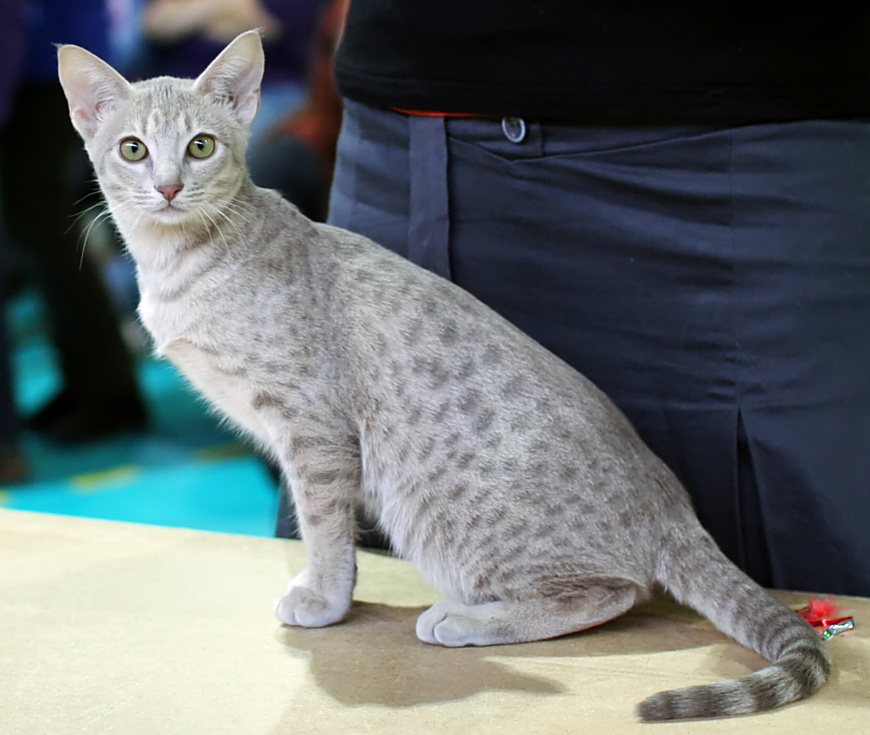
Lila gevlekt cypers poesje

De ocicat heeft een lang lijf, middellange poten en een lange taps toelopende staart. Hoewel op de rest van het lichaam vlekjes kenmerkend zijn, zitten op de staart ringen. Het uiteinde van de staart geeft de donkerste kleur in de vacht aan. De kat heeft een vrij ronde kop met een prominente voorsnoet en puntige oren. Op de kop komt de lichtste vachtkleur voor en vormt zich boven de ogen een cyperpatroon. Dit betekent dat op deze plek strepen zichtbaar zijn die een "M" vormen.
Ocicats bestaan in 12 erkende kleurvarianten, allemaal in gevlekt cyperpatroon, namelijk de 6 hoofdkleuren: zwart, blauw, chocolade, lila, kaneel en reebruin. Deze varianten zijn ook alle 6 erkend op een zilverwitte ondergrond. Af en toe wordt er in een nest ook nog steeds een gemarmerd of effen gekleurd kitten geboren, maar deze patronen zijn niet erkend in dit ras.

## Raskenmerken
- Vacht: kort, dicht, glad en satijnachtig, glanst
- Ogen: groot, schuin geplaatst, amandelvormig, alle kleuren toegestaan behalve blauw
- Overige kenmerken: gevlekt cyper vachtpatroon
- Vachtverzorging: eenvoudig, regelmatig borstelen
- Karakter: aanhankelijk, extravert, actief